# Alba Rueda
Alba Rueda (Salta, Argentina) ha estat la primera persona trans en tenir un alt càrrec de govern al seu país, sent triada subsecretària de polítiques de diversitat de l'Argentina al ministeri de Dona, Gènere i Diversitat.
Va triar el seu nom, Alba, a l'edat de 16 anys. L'any 2006 va començar a treballar a l'Institut Nacional contra la Discriminació, la Xenofòbia i el Racisme (INADI), sent una de les primeres treballadores trans a l'administració pública nacional. Des d'allà va lluitar pel reconeixement de la seva identitat i pel registre institucional de la seva identitat.
Va obtenir el seu DNI posteriorment i el 2019 es va presentar davant de l'Arquebisbat de Salta exigint la rectificació de la seva acta de baptisme i de tots els documents relatius a la seva identitat en poder de l'Església catòlica.
Ha estat membre de Notitrans, la primera revista de notícies trans a Amèrica Llatina. És presidenta i fundadora de l'organització Mujeres Trans Argentina, organització que va fer campanya a favor d'un projecte de llei de quotes laborals trans que reserva l'1% dels llocs de treball del sector públic per a persones transgènere i travestis. El projecte de llei innovador va rebre un suport aclaparador al Congrés i es va convertir en llei el juny del 2021. És també investigadora del Departament de Gènere i Comunicacions del Centre de la Cooperació Floreal Gorini, i integrant de l'equip de treball de l'Observatori de Gènere a la Justícia del Poder Judicial de la Ciutat de Buenos Aires.
Com a resultat del seu treball, Rueda ha estat inclosa en la llista de la BBC de les 100 dones més inspiradores i influents de tot el món de l'any 2021.